# Kateřina Baďurová
Kateřina Baďurová (Ostrava, 18 december 1982) is een voormalige Tsjechische polsstokhoogspringster. Ze nam tweemaal deel aan Olympische Spelen, maar won hierbij geen medailles. Met haar persoonlijk record van 4,75 m, gevestigd in 2007, had ze gedurende zes jaar het Tsjechisch record polsstokhoogspringen in handen. 

## Loopbaan

### Deelname aan grote toernooien
Baďurová eindigde op de Olympische Spelen van 2004 in Athene als twaalfde. Ze deed ook mee aan de wereldindoorkampioenschappen van 2004, Europese kampioenschappen van 2002 en 2006, waarbij ze niet in de finale wist te geraken. Haar beste prestatie is een zilveren medaille op de wereldkampioenschappen van 2007 in Osaka.

### Geremd door blessures
In 2008 kon Baďurová aanvankelijk niet aan wedstrijden deelnemen wegens een rugblessure, opgelopen tijdens een trainingskamp in januari op Tenerife. Toen ze daarvan was hersteld, scheurde ze de kniebanden van haar rechterknie en moest ze hieraan een operatie ondergaan. Weliswaar leek ze voldoende hersteld voor de Olympische Spelen in Peking, maar toch kwam ze er uiteindelijk niet in actie.
Gedurende de twee jaar dat ze werkte aan haar comeback had Baďurová bovendien te kampen met achillespeesproblemen en darmklachten. Uiteindelijk leek ze begin 2010 voldoende op niveau om zich weer in het strijdgewoel te storten, totdat zij in april opnieuw haar kniebanden scheurde, ditmaal in haar linkerknie. Toen vond ze het genoeg geweest. Een nieuwe operatie, zonder garantie op volledig herstel, zag ze niet meer zitten.

### Einde atletiekcarrière
Kateřina Baďurová richt zich sindsdien op een carrière in de kinderpsychiatrie. In september 2010 trouwde zij met hoogspringer Tomáš Janků, winnaar van de zilveren medaille op de EK in 2006.   

## Titels
- Tsjechisch kampioene polsstokhoogspringen - 2001, 2004
- Tsjechisch indoorkampioene polsstokhoogspringen - 2004

## Persoonlijke records
| Onderdeel                      | Prestatie      | Datum            | Plaats |
| ------------------------------ | -------------- | ---------------- | ------ |
| polsstokhoogspringen (outdoor) | 4,75 m (ex-NR) | 28 augustus 2007 | Osaka  |
| polsstokhoogspringen (indoor)  | 4,65 m         | 14 februari 2007 | Praag  |

## Palmares

### polsstokhoogspringen
Kampioenschappen
- 1999: 5e WK U20 - 3,75 m
- 2001:  Tsjechische kamp. - 4,20 m
- 2004:  Tsjechische indoorkamp. - 4,30 m
- 2004:  Tsjechische kamp. - 4,51 m
- 2004: 12e OS - 4,20 m
- 2007:  WK - 4,75 m
- 2007: 6e Wereldatletiekfinale - 4,60 m
- 2008: NM OS

Golden League-podiumplekken
- 2007:  Golden Gala – 4,65 m
- 2007:  Memorial Van Damme – 4,65 m